# Кожаны (район Бардеёв)
Кожаны (словац. Kožany) — село и одноимённая община в округе Бардеёв Прешовского края Словакии. В письменных источниках начинает упоминаться с 1350 года.

## География
Село расположено на высоте 317 метров и занимает площадь 5,2 км².

## Население
| Год:                | 1994 | 2004    | 2014     | 2024     |
| ------------------- | ---- | ------- | -------- | -------- |
| Количество человек: | 128  | 138     | 119      | 102      |
| Разница:            |      | +7,81 % | −13,76 % | −14,28 % |

По данным последней официальной переписи 2011 года, численность населения Злате составляла 127 человек.